# E-Prix de Londres de 2021
El e-Prix de Londres de 2021 fue una carrera doble de monoplazas eléctricos del Campeonato Mundial de Fórmula E de la FIA que se disputó los días 24 y 25 de julio de 2021 en el circuito del centro de exposiciones ExCeL, Londres, Reino Unido. Fue el reestreno del e-Prix tras estar ausente 5 años. El ganador de la carrera 1 fue Jake Dennis, seguido por Nyck de Vries y Alex Lynn, en la carrera 2 el ganador fue Lynn, seguido por de Vries y Mitch Evans.

## Carrera 1

### Enternamientos Libres

#### Libres 1

##### Resultados[2]
| Pos. | N.º | Piloto                 | Escudería              | Mejor Tiempo |
| ---- | --- | ---------------------- | ---------------------- | ------------ |
| 1    | 25  | Jean-Éric Vergne       | DS Techeetah           | 1:21.650     |
| 2    | 4   | Robin Frijns           | Envision Virgin Racing | 1:21.654     |
| 3    | 10  | Sam Bird               | Jaguar Racing          | 1:21.688     |
| 4    | 13  | António Félix da Costa | DS Techeetah           | 1:21.715     |
| 5    | 20  | Mitch Evans            | Jaguar Racing          | 1:21.746     |

#### Libres 2

##### Resultados[3]
| Pos. | N.º | Piloto              | Escudería                        | Mejor Tiempo |
| ---- | --- | ------------------- | -------------------------------- | ------------ |
| 1    | 28  | Maximilian Günther  | BMW i Andretti Motorsport        | 1:26.838     |
| 2    | 27  | Jake Dennis         | BMW i Andretti Motorsport        | 1:27.213     |
| 3    | 36  | André Lotterer      | TAG Heuer Porsche Formula E Team | 1:27.467     |
| 4    | 94  | Alex Lynn           | Mahindra Racing                  | 1:27.499     |
| 5    | 7   | Sérgio Sette Câmara | Dragon/Penske Autosport          | 1:27.508     |

### Clasificación

##### Resultados[4][5]
| Pos. | N.º | Piloto                 | Escudería                        | GS         | SP       | Parrilla |
| ---- | --- | ---------------------- | -------------------------------- | ---------- | -------- | -------- |
| 1    | 94  | Alex Lynn              | Mahindra Racing                  | 1:23.921   | 1:23.245 | 1        |
| 2    | 27  | Jake Dennis            | BMW i Andretti Motorsport        | 1:24.032   | 1:23.544 | 2        |
| 3    | 23  | Sébastien Buemi        | Nissan e.dams                    | 1:24.124   | 1:23.627 | 3        |
| 4    | 7   | Sérgio Sette Câmara    | Dragon/Penske Autosport          | 1:24.199   | 1:23.758 | 4        |
| 5    | 36  | André Lotterer         | TAG Heuer Porsche Formula E Team | 1:23.900   | 1:23.863 | 5        |
| 6    | 71  | Norman Nato            | ROKIT Venturi Racing             | 1:24.329   | 1:23.912 | 6        |
| 7    | 11  | Lucas di Grassi        | Audi Sport ABT Schaeffler        | 1:24.564   |          | 7        |
| 8    | 29  | Alexander Sims         | Mahindra Racing                  | 1:24.584   |          | 8        |
| 9    | 17  | Nyck de Vries          | Mercedes EQ Formula E Team       | 1:24.644   |          | 9        |
| 10   | 6   | Joel Eriksson          | Dragon/Penske Autosport          | 1:24.695   |          | 10       |
| 11   | 20  | Mitch Evans            | Jaguar Racing                    | 1:24.820   |          | 11       |
| 12   | 99  | Pascal Wehrlein        | TAG Heuer Porsche Formula E Team | 1:24.847   |          | 12       |
| 13   | 33  | René Rast              | Audi Sport ABT Schaeffler        | 1:24.913   |          | 13       |
| 14   | 5   | Stoffel Vandoorne      | Mercedes EQ Formula E Team       | 1:25.101   |          | 14       |
| 15   | 88  | Tom Blomqvist          | NIO 333 Formula E Team           | 1:25.104   |          | 15       |
| 16   | 48  | Edoardo Mortara        | ROKIT Venturi Racing             | 1:25.198   |          | 16       |
| 17   | 13  | António Félix da Costa | DS Techeetah                     | 1:25.279   |          | 17       |
| 18   | 10  | Sam Bird               | Jaguar Racing                    | 1:25.366   |          | 18       |
| 19   | 8   | Oliver Turvey          | NIO 333 Formula E Team           | 1:25.398   |          | 19       |
| 20   | 37  | Nick Cassidy           | Envision Virgin Racing           | 1:25.911   |          | 20       |
| 21   | 22  | Oliver Rowland         | Nissan e.dams                    | 1:25.932   |          | 21       |
| 22   | 4   | Robin Frijns           | Envision Virgin Racing           | 1:26.009   |          | 22       |
| 23   | 25  | Jean-Éric Vergne       | DS Techeetah                     | 1:26.168   |          | 23       |
| NC   | 28  | Maximilian Günther     | BMW i Andretti Motorsport        | Sin tiempo |          | 24       |

### Carrera

##### Resultados[6]
| Pos. | N.º | Piloto                 | Escudería                        | Vueltas | Tiempo/Retirado | Parrilla | Puntos |
| ---- | --- | ---------------------- | -------------------------------- | ------- | --------------- | -------- | ------ |
| 1    | 27  | Jake Dennis            | BMW i Andretti Motorsport        | 33      | 46:50.048       | 2        | 25     |
| 2    | 17  | Nyck de Vries          | Mercedes EQ Formula E Team       | 33      | +5.341          | 9        | 18     |
| 3    | 94  | Alex Lynn              | Mahindra Racing                  | 33      | +6.946          | 1        | 15+3   |
| 4    | 36  | André Lotterer         | TAG Heuer Porsche Formula E Team | 33      | +10.699         |          | 12+1   |
| 5    | 33  | René Rast              | Audi Sport ABT Schaeffler        | 33      | +11.427         | 5        | 10+1   |
| 6    | 11  | Lucas di Grassi        | Audi Sport ABT Schaeffler        | 33      | +12.233         | 13       | 8      |
| 7    | 5   | Stoffel Vandoorne      | Mercedes EQ Formula E Team       | 33      | +17.381         | 7        | 6      |
| 8    | 13  | António Félix da Costa | DS Techeetah                     | 33      | +18.457         | 14       | 4      |
| 9    | 48  | Edoardo Mortara        | ROKIT Venturi Racing             | 33      | +30.724         | 16       | 2      |
| 10   | 99  | Pascal Wehrlein        | TAG Heuer Porsche Formula E Team | 33      | +38.240         | 12       | 1      |
| 11   | 37  | Nick Cassidy           | Envision Virgin Racing           | 33      | +43.475         | 20       |        |
| 12   | 25  | Jean-Éric Vergne       | DS Techeetah                     | 33      | +48.025         | 23       |        |
| 13   | 4   | Robin Frijns           | Envision Virgin Racing           | 33      | +51.037         | 22       |        |
| 14   | 28  | Maximilian Günther     | BMW i Andretti Motorsport        | 33      | +57.579         | 24       |        |
| 15   | 20  | Mitch Evans            | Jaguar Racing                    | 33      | +58.624         | 11       |        |
| 16   | 8   | Oliver Turvey          | NIO 333 Formula E Team           | 33      | +59.945         | 19       |        |
| 17   | 6   | Joel Eriksson          | Dragon/Penske Autosport          | 33      | +1:00.436       | 10       |        |
| 18   | 7   | Sérgio Sette Câmara    | Dragon/Penske Autosport          | 33      | +1:05.105       | 4        |        |
| NC   | 71  | Norman Nato            | ROKIT Venturi Racing             | 33      | Eléctricos      | 6        |        |
| NC   | 88  | Tom Blomqvist          | NIO 333 Formula E Team           | 25      | Eléctricos      | 15       |        |
| Ret  | 10  | Sam Bird               | Jaguar Racing                    | 1       | Accidente       | 18       |        |
| Ret  | 29  | Alexander Sims         | Mahindra Racing                  | 0       | Accidente       | 8        |        |
| DSQ  | 23  | Sébastien Buemi        | Nissan e.dams                    | 33      | Descalificado   | 3        |        |
| DSQ  | 22  | Oliver Rowland         | Nissan e.dams                    | 33      | Descalificado   | 21       |        |

- Los dos pilotos de Nissan e.Dams, fueron descalificados por un error en la configuración del coche.

## Carrera 2

### Entrenamientos Libres

#### Libres 3

##### Resultados[7]
| Pos. | N.º | Piloto          | Escudería                  | Mejor Tiempo |
| ---- | --- | --------------- | -------------------------- | ------------ |
| 1    | 11  | Lucas di Grassi | Audi Sport ABT Schaeffler  | 1:20.001     |
| 2    | 27  | Jake Dennis     | BMW i Andretti Motorsport  | 1:20.233     |
| 3    | 22  | Oliver Rowland  | Nissan e.dams              | 1:20.340     |
| 4    | 17  | Nyck de Vries   | Mercedes EQ Formula E Team | 1:20.346     |
| 5    | 10  | Sam Bird        | Jaguar Racing              | 1:20.403     |

### Clasificación

##### Resultados[6][6]
| Pos. | N.º | Piloto                 | Escudería                        | GS       | SP       | Parrilla |
| ---- | --- | ---------------------- | -------------------------------- | -------- | -------- | -------- |
| 1    | 5   | Stoffel Vandoorne      | Mercedes EQ Formula E Team       | 1:20.459 | 1:20.181 | 1        |
| 2    | 22  | Oliver Rowland         | Nissan e.dams                    | 1:20.483 | 1:20.222 | 2        |
| 3    | 94  | Alex Lynn              | Mahindra Racing                  | 1:20.319 | 1:20.248 | 3        |
| 4    | 17  | Nyck de Vries          | Mercedes EQ Formula E Team       | 1:20.511 | 1:20.353 | 4        |
| 5    | 20  | Mitch Evans            | Jaguar Racing                    | 1:20.321 | 1:20.376 | 5        |
| 6    | 28  | Maximilian Günther     | BMW i Andretti Motorsport        | 1:20.504 | 1:20.398 | 6        |
| 7    | 99  | Pascal Wehrlein        | TAG Heuer Porsche Formula E Team | 1:20.569 |          | 7        |
| 8    | 4   | Robin Frijns           | Envision Virgin Racing           | 1:20.620 |          | 8        |
| 9    | 7   | Sérgio Sette Câmara    | Dragon/Penske Autosport          | 1:20.641 |          | 9        |
| 10   | 11  | Lucas di Grassi        | Audi Sport ABT Schaeffler        | 1:20.750 |          | 10       |
| 11   | 23  | Sébastien Buemi        | Nissan e.dams                    | 1:20.812 |          | 11       |
| 12   | 33  | René Rast              | Audi Sport ABT Schaeffler        | 1:20.924 |          | 12       |
| 13   | 71  | Norman Nato            | ROKIT Venturi Racing             | 1:20.977 |          | 13       |
| 14   | 88  | Tom Blomqvist          | NIO 333 Formula E Team           | 1:20.988 |          | 14       |
| 15   | 6   | Joel Eriksson          | Dragon/Penske Autosport          | 1:21.010 |          | 15       |
| 16   | 36  | André Lotterer         | TAG Heuer Porsche Formula E Team | 1:21.038 |          | 16       |
| 17   | 27  | Jake Dennis            | BMW i Andretti Motorsport        | 1:21.042 |          | 17       |
| 18   | 37  | Nick Cassidy           | Envision Virgin Racing           | 1:21.043 |          | 18       |
| 19   | 29  | Alexander Sims         | Mahindra Racing                  | 1:21.064 |          | 19       |
| 20   | 48  | Edoardo Mortara        | ROKIT Venturi Racing             | 1:21.080 |          | 20       |
| 21   | 10  | Sam Bird               | Jaguar Racing                    | 1:21.108 |          | 21       |
| 22   | 13  | António Félix da Costa | DS Techeetah                     | 1:21.195 |          | 22       |
| 23   | 25  | Jean-Éric Vergne       | DS Techeetah                     | 1:21.244 |          | 23       |
| 24   | 8   | Oliver Turvey          | NIO 333 Formula E Team           | 1:21.847 |          | 24       |

### Carrera

##### Resultados[8]
| Pos. | N.º | Piloto                 | Escudería                        | Vueltas | Tiempo/Retirado | Parrilla | Puntos |
| ---- | --- | ---------------------- | -------------------------------- | ------- | --------------- | -------- | ------ |
| 1    | 94  | Alex Lynn              | Mahindra Racing                  | 30      | 46:29.532       | 3        | 25+1   |
| 2    | 17  | Nyck de Vries          | Mercedes EQ Formula E Team       | 30      | +0.599          | 4        | 18     |
| 3    | 20  | Mitch Evans            | Jaguar Racing                    | 30      | +6.257          | 5        | 15     |
| 4    | 4   | Robin Frijns           | Envision Virgin Racing           | 30      | +6.682          | 8        | 12+1   |
| 5    | 99  | Pascal Wehrlein        | TAG Heuer Porsche Formula E Team | 30      | +9.212          | 7        | 10     |
| 6    | 28  | Maximilian Günther     | BMW i Andretti Motorsport        | 30      | +10.637         | 6        | 8      |
| 7    | 37  | Nick Cassidy           | Envision Virgin Racing           | 30      | +12.685         | 18       | 6      |
| 8    | 7   | Sérgio Sette Câmara    | Dragon/Penske Autosport          | 30      | +19.237         | 9        | 4      |
| 9    | 27  | Jake Dennis            | BMW i Andretti Motorsport        | 30      | +24.914         | 17       | 2      |
| 10   | 6   | Joel Eriksson          | Dragon/Penske Autosport          | 30      | +27.920         | 15       | 1      |
| 11   | 5   | Stoffel Vandoorne      | Mercedes EQ Formula E Team       | 30      | +28.623         | 1        | 0+3    |
| 12   | 48  | Edoardo Mortara        | ROKIT Venturi Racing             | 30      | +29.083         | 20       |        |
| 13   | 25  | Jean-Éric Vergne       | DS Techeetah                     | 30      | +29.915         | 23       |        |
| 14   | 23  | Sébastien Buemi        | Nissan e.dams                    | 30      | +30.291         | 11       |        |
| 15   | 8   | Oliver Turvey          | NIO 333 Formula E Team           | 30      | +31.364         | 24       |        |
| 16   | 29  | Alexander Sims         | Mahindra Racing                  | 30      | +34.336         | 19       |        |
| 17   | 36  | André Lotterer         | TAG Heuer Porsche Formula E Team | 30      | +35.204         | 16       |        |
| 18   | 22  | Oliver Rowland         | Nissan e.dams                    | 30      | +42.269         | 2        |        |
| 19   | 88  | Tom Blomqvist          | NIO 333 Formula E Team           | 30      | +1 vuelta       | 14       |        |
| Ret  | 71  | Norman Nato            | ROKIT Venturi Racing             | 27      | Accidente       | 13       |        |
| Ret  | 10  | Sam Bird               | Jaguar Racing                    | 27      | Accidente       | 21       |        |
| Ret  | 13  | António Félix da Costa | DS Techeetah                     | 10      | Accidente       | 22       |        |
| Ret  | 33  | René Rast              | Audi Sport ABT Schaeffler        | 5       | Accidente       | 12       |        |
| DSQ  | 11  | Lucas di Grassi        | Audi Sport ABT Schaeffler        | 30      | Descalificado   | 10       |        |

- Lucas di Grassi, fue descalificado por ingresar al pit lane y obtener una ventaja significativa

## Clasificaciones tras la ronda
| Pos. | Piloto                 | Puntos | Cambios       |
| ---- | ---------------------- | ------ | ------------- |
| 1    | Nyck de Vries          | 95     | Crecimiento   |
| 2    | Robin Frijns           | 89     | Crecimiento   |
| 3    | Sam Bird               | 81     | Decrecimiento |
| 4    | Jake Dennis            | 81     | Crecimiento   |
| 5    | António Félix da Costa | 80     | Decrecimiento |

| Pos. | Equipo                     | Puntos | Cambios       |
| ---- | -------------------------- | ------ | ------------- |
| 1    | Envision Virgin Racing     | 165    | Sin cambios   |
| 2    | Mercedes-EQ Formula E Team | 158    | Crecimiento   |
| 3    | Jaguar Racing              | 156    | Decrecimiento |
| 4    | DS Techeetah               | 148    | Decrecimiento |
| 5    | BMW i Andretti Motorsport  | 143    | Crecimiento   |